# Ciclo dei Vinti

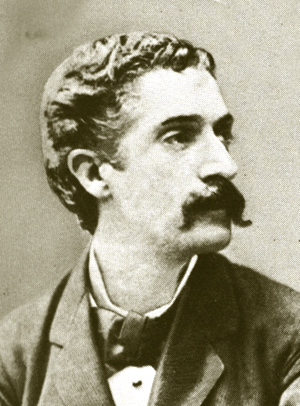
Ritratto di Giovanni Verga.

Con il termine Ciclo dei Vinti viene indicato l'insieme dei romanzi di cui avrebbe dovuto comporsi un impegnativo progetto letterario dello scrittore siciliano Giovanni Verga. 
A costituire il corpus di tale ciclo avrebbe dovuto essere un gruppo di cinque romanzi a definizione tematica:
- I Malavoglia: rappresenta la lotta per la sopravvivenza;
- Mastro-don Gesualdo: rappresenta l'ambizione di scalare la gerarchia sociale;
- La duchessa di Leyra (di cui completa solo il primo capitolo): rappresenta l'ambizione aristocratica;
- L'onorevole Scipioni: rappresenta l'ambizione politica;
- L'uomo di lusso: rappresenta l'ambizione artistica.

L'intera serie, secondo il progetto originario dello scrittore, avrebbe dovuto avere come comune denominatore un tema comune e universale, quello dell'indiscussa lotta dell'uomo per l'esistenza, per il progresso e la lussuria. L'opera completa rimarrà incompiuta in quanto La Duchessa di Leyra rimane solo abbozzato, mentre gli ultimi due romanzi previsti del Ciclo, L'Onorevole Scipioni e L'uomo di lusso, non verranno neppure incominciati.
Una sorta di operazione analoga, su una tematica leggermente diversa, sarà compiuta molti anni dopo, nel Novecento, dallo scrittore statunitense Erskine Caldwell, con quello che sarà definito il suo "Ciclo del Sud".

## La struttura del ciclo dei vinti
"Questo racconto è lo studio sincero e spassionato del come probabilmente devono nascere e svilupparsi nelle più umili condizioni le prime irrequietudini pel benessere; e quale perturbazione debba arrecare in una famigliuola, vissuta sino allora relativamente felice, la vaga bramosia dell'ignoto, l'accorgersi che non si sta bene, o che si potrebbe star meglio.
Il movente dell'attività umana che produce la fiumana del progresso è preso qui alle sue sorgenti, nelle proporzioni più modeste e materiali. Il meccanismo delle passioni che la determinano in quelle basse sfere è meno complicato, e potrà quindi osservarsi con maggior precisione. Basta lasciare al quadro le sue tinte schiette e tranquille, e il suo disegno semplice. Man mano che cotesta ricerca del meglio di cui l'uomo è travagliato cresce e si dilata, tende anche ad elevarsi e segue il suo moto ascendente nelle classi sociali ...".
Nella prefazione che precedeva I Malavoglia, pubblicato nel 1881, Giovanni Verga illustrava la struttura più complessa di cui l'opera avrebbe dovuto far parte, un ciclo composto da cinque romanzi, che si sarebbe dovuto intitolare "Marea" perché Verga intendeva studiare il tema del progresso dell'umanità da una prospettiva che rovesciava il trionfalismo positivistico, cioè coloro che si opporranno al progresso saranno travolti appunto da questa marea chiamata "fiumana del progresso".
Solo successivamente decise di optare per il titolo "I Vinti".
Il ciclo non venne portato a termine dall'autore: dopo I Malavoglia, usciti nel 1881, e Mastro-don Gesualdo, pubblicato a puntate nel 1888 sulla "Nuova Antologia" e nel 1889 in volume, il terzo, La Duchessa di Leyra, impegnò a lungo Verga, ma ne furono pubblicati postumi, a cura di Federico De Roberto, solo il primo e l'inizio del secondo capitolo. Il quarto e il quinto non vennero neppure cominciati.
Il Ciclo dei Vinti avrebbe dovuto essere, sul modello zoliano, anche una saga familiare, con l'esclusione de I Malavoglia, che tuttavia sono anch'essi la storia di una famiglia, anche se separata dallo svolgimento degli altri romanzi; senza contare che nel romanzo compare di sfuggita, al VI e XIV capitolo, l'avvocato Scipioni che, con tutta probabilità, avrebbe dovuto essere il futuro deputato protagonista del quarto romanzo.
La famiglia è quella dei Motta-Trao-Leyra. Don Gesualdo Motta, muratore arricchito e divenuto proprietario terriero, sposa la nobile Bianca Trao e ha una figlia, Isabella, che ha una relazione col cugino, nobile ma povero, Corrado La Gurna, il futuro protagonista di L'uomo di lusso. Il matrimonio tra i due viene impedito da Mastro-don Gesualdo per ragioni economiche e quindi la figlia viene fatta sposare al duca di Leyra, nonostante sia già incinta; il "figlio della colpa", Scipione, futuro protagonista di L'onorevole Scipioni, viene affidato a un istituto di trovatelli di Catania.

## La fisionomia dei romanzi
Già in precedenza, Verga aveva annunciato in una lettera del 1878 all'amico Salvatore Paolo Verdura che aveva in mente un lavoro grandioso nel quale avrebbe parlato di questa lotta, una lotta che si estendeva "dal cenciaiuolo al ministro e all'artista... Insomma cogliere il lato drammatico, o ridicolo, o comico di tutte le fisionomie sociali... Ciascun romanzo avrà una fisionomia speciale, resa con mezzi adatti. Il realismo, io, l'intendo così, come la schietta ed evidente manifestazione dell'osservazione coscienziosa; la sincerità dell'arte, ...".
La lettera all'amico continua con i titoli provvisori di questi romanzi. I protagonisti saranno tutti vinti dal fato, dalla necessità o bramosia di miglioramento.

## Da "I Malavoglia"a "L'uomo di lusso"
Sempre nella prefazione de I Malavoglia l'artista è ancora più esplicito e preciso:
Quasi il punto di vista di un antropologo che deve soltanto osservare, registrare e studiare. Studiare per comprendere e conoscere le culture diverse ma mai intervenire con il giudizio del diverso dall'altro.
"Nei Malavoglia non è ancora che la lotta pei bisogni materiali. Soddisfatti questi, la ricerca diviene avidità di ricchezze, e si incarnerà in un tipo borghese, Mastro-don Gesualdo, incorniciato nel quadro ancora ristretto di una piccola città di provincia, ma del quale i colori cominceranno ad essere più vivaci, e il disegno a farsi più ampio e variato. Poi diventerà vanità aristocratica nella Duchessa de Leyra; e ambizione nell'Onorevole Scipioni, per arrivare all'Uomo di lusso, il quale riunisce tutte coteste bramosie, tutte coteste vanità, tutte coteste ambizioni, per comprenderle e soffrirne, se le sente nel sangue, e ne è consunto. A misura che la sfera dell'azione umana si allarga, il congegno della passione va complicandosi; i tipi si disegnano certamente meno originali, ma più curiosi, per la sottile influenza che esercita sui caratteri l'educazione, ed anche tutto quello che ci può essere di artificiale nella civiltà. Persino il linguaggio tende ad individualizzarsi, ad arricchirsi di tutte le mezze tinte dei mezzi sentimenti, di tutti gli artifici della parola onde dar rilievo all'idea, in un'epoca che impone come regola di buon gusto un eguale formalismo per mascherare un'uniformità di sentimenti e d'idee.
Perché la produzione artistica di cotesti quadri sia esatta, bisogna seguire scrupolosamente le norme di questa analisi; esser sinceri per dimostrare la verità, giacché la forma è così inerente al soggetto, quanto ogni parte del soggetto stesso è necessaria alla spiegazione dell'argomento generale. Il cammino fatale, incessante, spesso faticoso e febbrile che segue l'umanità per raggiungere la conquista del progresso, è grandioso nel suo risultato, visto nell'insieme, da lontano. ... Ogni movente di cotesto lavorìo universale, dalla ricerca del benessere materiale alle più elevate ambizioni, è legittimato dal solo fatto della sua opportunità a raggiungere lo scopo del movimento incessante; e quando si conosce dove vada quest'immensa corrente dell'attività umana, non si domanda al certo come ci va. Solo l'osservatore, travolto anch'esso dalla fiumana, guardandosi intorno, ha il diritto di interessarsi ai deboli che restano per via, ai fiacchi che si lasciano sorpassare dall'onda per finire più presto, ai vinti che levano le braccia disperate, e piegano il capo sotto il piede brutale dei sopravvenenti, i vincitori d'oggi, affrettati anch'essi, avidi anch'essi d'arrivare, e che saranno sorpassati domani.
I Malavoglia, Mastro-don Gesualdo, la Duchessa de Leyra, l'Onorevole Scipioni, l'Uomo di lusso sono altrettanti vinti che la corrente ha deposti sulla riva, dopo averli travolti e annegati, ciascuno colle stimate del suo peccato, che avrebbero dovuto essere lo sfolgorare della sua virtù. Ciascuno, dal più umile al più elevato, ha avuta la sua parte nella lotta per l'esistenza, pel benessere, per l'ambizione - dall'umile pescatore al nuovo arricchito - alla intrusa nelle alte classi - all'uomo dall'ingegno e dalle volontà robuste, il quale si sente la forza di dominare gli altri uomini, di prendersi da sé quella parte di considerazione pubblica che il pregiudizio sociale gli nega per la sua nascita illegale; di fare la legge, lui nato fuori della legge - all'artista che crede di seguire il suo ideale seguendo un'altra forma dell'ambizione. Chi osserva questo spettacolo non ha il diritto di giudicarlo; è già molto se riesce a trarsi un istante fuori del campo della lotta per studiarla senza passione, e rendere la scena nettamente, coi colori adatti, tale da dare la rappresentazione della realtà com'è stata, o come avrebbe dovuto essere."

## I motivi del positivismo
Nella "Prefazione" sono presenti tutti i motivi del positivismo che sono assunti dal Verga in modo personalissimo. L'evoluzionismo infatti esprimeva l'idea di un progresso indefinito e pertanto accettava nella sua totalità la società industriale borghese, in Verga invece il progresso appare come un'onda travolgente - tanto che lo stesso Verga, nella prefazione ai Malavoglia, definisce il progresso come la fiumana del progresso - (è da ricordare che all'inizio il ciclo sarebbe dovuto chiamarsi "Marea") che sommerge non solo i più deboli ma anche quelli che sembravano i vincitori. Verga vuole infatti dimostrare quanto sia difficile per chiunque trasformarsi in un vincitore, ma anche che ogni vincitore è destinato a trasformarsi in vinto per legge di natura.

## La concezione darwiniana di ciclo
Verga aveva ricavato da Zola con in Rougon-Macquart, oltre ai principi generali del romanzo sperimentale, anche la concezione di origine darwiniana del ciclo inteso come il susseguirsi di romanzi che, riguardando gli stessi personaggi, permettono di osservare con il metodo scientifico le costanti e i cambiamenti di comportamento legati al cambiamento dell'ambiente sociale e all'ereditarietà.